# Heinrich Christian Beck

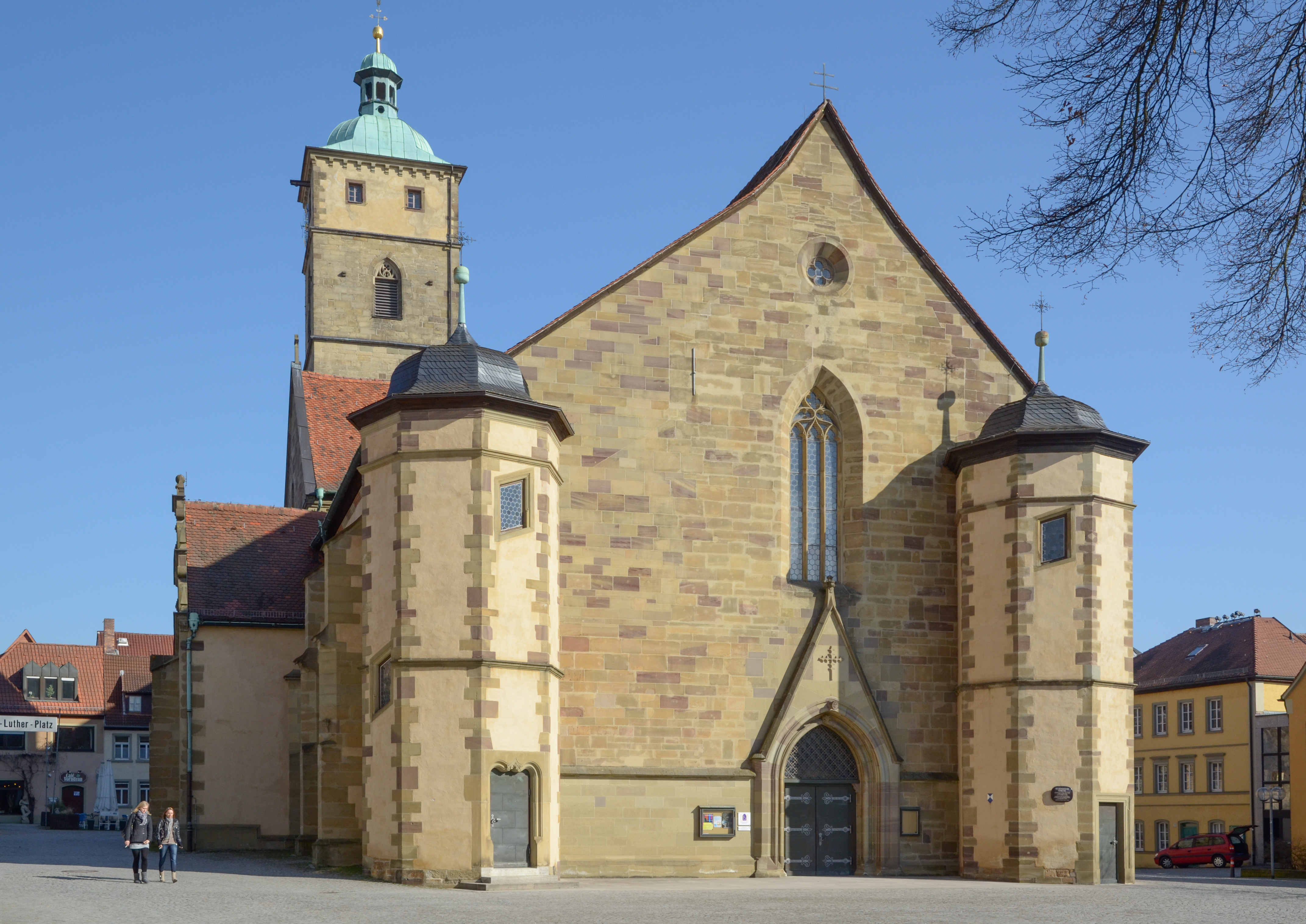
Die Johanniskirche in Schweinfurt

Heinrich Christian Beck (* 7. März 1805 in Albertshofen; † 30. November 1866 in Hohenstadt) war ein deutscher evangelischer Pfarrer, Heimatforscher und Naturforscher.

## Leben
Heinrich Christian Beck studierte mit einem Stipendium aus dem Bayreuther Heilsbronner Fonds an der Universität in Jena. Er wurde evangelischer Theologe und wirkte als Pfarrvikar in Kitzingen, ab 1832 als königlicher Pfarrer in Schweinfurt (Johanniskirche) und in späteren Jahren in Hohenstadt bei Hersbruck.
Beck erforschte umfassend die Geschichte der Stadt Schweinfurt und ist vor allem für seine Chroniken der Stadt Schweinfurt bekannt. Die dem Stadtarchiv von Schweinfurt durch ihn bei seinen Forschungen entfremdeten Stücke des Reichsstädtischen Archivs sind in der Sammlung Marschalk von Ostheim im Staatsarchiv Bamberg nachweisbar.
Daneben beschäftigte er sich mit Mineralien und forschte intensiv über Weinanbau, insbesondere Anbau und Kultur von Weinstöcken.
Er war Mitglied des historischen Vereins für Unterfranken und Aschaffenburg und korrespondierendes Mitglied des Hennebergischen Altertumsforschenden Vereins.
Am 1. Januar 1852 wurde Heinrich Christian Beck unter der Präsidentschaft von Christian Gottfried Daniel Nees von Esenbeck mit dem akademischen Beinamen Metzger I. unter der Matrikel-Nr. 1629 in der Sektion Mineralogie, Kristallographie und Petrologie zum Mitglied der Leopoldina gewählt.
Beck war verheiratet mit Sophie Karoline Auguste Beck, geborene Voit aus Schweinfurt, die vom Bayerischen König mit Wirkung vom 24. April 1836 für großjährig erklärt wurde.

## Schriften
- Zwei Predigten bei den aus Veranlassung der ruhmvollen Thronbesteigung des Königs Otto von Griechenland am 23. Dezember 1832 und 28. April 1833 in Schweinfurt stattgehabten Gottesdiensten. Seidel, Sulzbach 1833 Digitalisat
- Chronik der Stadt Schweinfurt. Erster Band, Erste Abtheilung. Wetzstein, Schweinfurt 1836 Digitalisat
- Chronik der Stadt Schweinfurt. Erster Band, Zweite Abtheilung. Wetzstein, Schweinfurt 1836 Digitalisat
- Chronik der Stadt Schweinfurt. Zweiter Band, Erste Abtheilung. Die Zeiten vom Ausgange des 30jährigen Krieges bis zum gegenwärtigen Jahrhundert.  Wetzstein, Schweinfurt 1841 Digitalisat
- Chronik der Stadt Schweinfurt. Zweiter Band, Zweite Abtheilung. Die Zeiten vom Ausgange des 30jährigen Krieges bis zum gegenwärtigen Jahrhundert.  Wetzstein, Schweinfurt 1841 Digitalisat
- Chronik der Stadt Schweinfurt. Zweiter Band, Dritte Abtheilung. Von den Zeiten des siebenjährigen Krieges bis zum Jahre 1808.  Wetzstein, Schweinfurt 1841 Digitalisat
- „Die Zeit ist kurz“!: Predigt über 1. Korinther 7,29 am letzten Abende des Jahres 1840 gehalten in d. Hauptkirche zu St. Johannis zu Schweinfurt. Wetzstein, Schweinfurt 1841  Digitalisat
- M. Johannes Sutellius Reformator und erster Superintendent der Kirchen zu Göttingen und Schweinfurt, Superintendent zu Allendorf und Nordheim nach gedruckten und ungedruckten Quellen: Ein Beitrag zur Reformationsgeschichte zugleich Festschrift zur 300jährigen Jubelfeier der Einführung der Reformation zu Schweinfurt am ersten Sonntage nach Trinitatis, den 29. Mai 1842. Wetzstein, Schweinfurt 1842 Digitalisat
- Der Deutsche Weinbau. Praktisch erprobte Anleitung zu einer rationellen Kultur des Weinstockes, einen sicheren und reichlichen Traubenertrag verbürgenden Kultur des Weinstockes am Hause, im Garten und auf dem Weinberge. Unter Berücksichtigung der Ergebnisse der Versammlungen deutscher Wein- und Obstproducenten. Mit einer Beschreibung der empfehlenswerthesten Traubensorten und einer dem Winzer in die Hand zu gebenden Anweisung zur Besorgung der Weinpflanzung. Baumgärtner, Leipzig 1843 books.google.de
- Adreßbuch der Stadt Schweinfurt. Schweinfurt 1846 Digitalisat